# Тюо-ку (Фукуока)
Тюо-ку (яп. 中央区 тю:о:ку) — район города Фукуока префектуры Фукуока в Японии. По состоянию на 1 июня 2013 года население района составило 186 558 человек, плотность населения — 12 310 чел./км².

## История
Район Тюо-ку был создан 1 апреля 1972 года, когда Фукуока получила статус города, определённого указом правительства.

## Экономика
Район Тюо-ку — промышленный и коммерческий центр Тибы, основном служит региональным коммерческим центром и спальным районом Тибы и Токио. Он активно рос после Второй мировой войны вокруг районообразующего металлургического производства компании «Kawasaki Steel» (JFE Holdings).

## Транспорт
- Кокудо 14
- Кокудо 16
- Кокудо 51
- Кокудо 126
- Кокудо 357

Железнодорожный:
- Линия Тэндзин-Омута: станции Ниситэцу-Фукуока, Якуин и Ниситэцу-Хирао.
- Линия Утибо: станции Сога и Хамано.
- Линия Сотобо: станции Тиба, Хон-Тиба и Сога.
- Линия Кэйё: станции Тиба-Минато и Сога.
- Линия Тиба: станции Ниси-Нобуто, Син-Тиба, Кэйсэй-Тиба и Тиба-Тюо.